# Nighat Abbass
Nighat Abbass (nascido em 13 de maio de 1994) é uma política e activista social indiana de Delhi, Índia. Actualmente, ela é membro e porta-voz do Partido Bharatiya Janata. Ela entrou com uma petição no Supremo Tribunal de Delhi para enquadrar um código civil uniforme na Índia.